# Schistissa uniformis
Schistissa uniformis is een vlinder uit de familie van de Eupterotidae. De wetenschappelijke naam van de soort is voor het eerst geldig gepubliceerd in 1902 door Aurivillius.